# Maik Petzold
Maik Petzold (ur. 16 stycznia 1978 w Budziszynie) – niemiecki triathlonista.
Uczestnik IO w Atenach, gdzie zajął 19. miejsce. Brązowy medalista Mistrzostw Świata z 2009. Brązowy medalista Mistrzostw Europy z 2002.